# 干墩庙及石刻
干墩庙及石刻位于中国浙江省宁波市鄞州区首南街道原干墩村，清代庙宇，民国二年（1913年）重修，庙神为陈矜，庙坐北朝南，为四合院硬山造建筑，分前后两进，前进为门厅，中间天井设有戏台，后进为大殿，前后进两侧各有厢楼三间，西墙上嵌有“重修乾崇庙碑记”，立于民国二年（1913年），2006年干墩村旧村改造时迁移至现址，2010年9月公布为鄞州区文物保护单位:433。